# 氷川神社 (さいたま市大宮区三橋)
氷川神社（ひかわじんじゃ）は、埼玉県さいたま市大宮区の神社。

## 歴史
創建年代は不明である。ただ別当寺だった「万福寺」が1685年（貞享2年）寂の隆秀によって開山されたことから、その頃には既に存在していたものと推測される。万福寺は天台宗の寺院であったが、明治初期の神仏分離により、廃寺に追い込まれた。
1873年（明治6年）、近代社格制度に基づく「村社」に列せられ、1907年（明治40年）の神社合祀により、周辺の13神社が合祀された。

## 交通アクセス
- 大宮駅より徒歩26分。